# Martín Zerolo
Martín Zerolo Valderrama (Santa Cruz de Tenerife, 18 de febrero de 1928 - Menorca, 16 de diciembre de 2003), fue un pintor español.

## Biografía
Nació en Santa Cruz de Tenerife, el 18 de febrero de 1928. Vivió la mayor parte de su vida fuera de Tenerife, principalmente en Madrid, Marbella y Menorca, donde falleció el 16 de diciembre de 2003.
Se casó en dos ocasiones, la primera el 26 de junio de 1960 con la actriz española Gracita Morales y la segunda con Beatriz Spiegelhalder. Era tío de Miguel Zerolo, alcalde de Santa Cruz de Tenerife.
Empezó a estudiar en la Facultad de Derecho, pero cambió a la Escuela de Bellas Artes de Madrid dedicando el resto de su vida a la pintura.
Perteneciente a la corriente pictórica del realismo mágico, se inspira en la obra de Magritte y Delvaux y en los autores flamencos Jan Van Eyck o Johannes Vermeer, así como en autores contemporáneos como Antonio López, José Caballero o Vicente Viudes.
Sus cuadros se han expuesto en importantes galerías de todo el mundo y expuso sus pinturas en las principales ciudades europeas y americanas, entre ellas Nueva York.
Participó en varias películas:
- La reina del Chantecler, (1962)
- La viudita naviera, (1962)
- El diablo también llora, (1965)
- Los flamencos, (1968)